# جون آرياس
جون آرياس (مواليد 21 سبتمبر 1997) هو لاعب كرة قدم كولومبي يلعب في مركز الجناح في نادي فلومينينسي.

## روابط خارجية
- جون آرياس على موقع قاعدة بيانات كرة القدم.إي يو (الإنجليزية)
- جون آرياس على موقع ناشيونال فوتبول تيمز (الإنجليزية)
- جون آرياس على موقع Soccerway.com (الإنجليزية)
- جون آرياس على موقع عالم كرة القدم.نت (الإنجليزية)
- جون آرياس على موقع AS.com (الإسبانية)